# Julij Titl
Julij Titl, slovenski geograf, gospodarski zgodovinar in družbenopolitični delavec, * 24. november 1914, Vrhole pri Slovenskih Konjicah, † januar 2014, Izola.

## Življenje in delo
Njegov oče je bil fotograf Julij Titl st., mati pa Amalija (rojena Kranjc). Leta 1935 je maturiral na učiteljišču v Mariboru. V letih 1935−1938 je bil brez službe, nato pa do kapitulacije Jugoslavije učitelj v Črešnjevcu pri Slovenski Bistrici. Od 1943 do osvoboditve je bil udeleženec narodnoosvobodilne borbe. 
Po osvoboditvi je bil 1946-1948 okrajni šolski nadzornik v Slovenskih Konjicah, nato do 1952 predavatelj in upravnik Srednje partijske šole pri Centralnem komiteju Zveze komunistov Slovenije v Ljubljani. Vmes je študiral zgodovino na Višji pedagoški šoli in po diplomi 1952 učil na učiteljišču v Novem mestu. 
V letih 1955-1961 je bil organizacijski sekretar Zveze komunistov v Kopru, ter je istočasno študiral geografijo na Filozofski fakulteti v Ljubljani, kjer je 1961 diplomiral in bil junija istega leta izvoljen za predavatelja na Visoki šoli za politične vede v Ljubljani. Predaval je predmet Razvoj civilizacije ter politično ekonomske zgodovine Jugoslavije. 
Leta 1964 je doktoriral z disertacijo Socialnogeografski problemi na koprskem podeželju. Od 1965-1967 je bil izredni profesor na Visoki šoli za politične vede v Ljubljani. Naslednje leto je postal ravnatelj ekonomskega šolskega centra v Kopru, zatem ravnatelj koprskega Pokrajinskega arhiva, nato višji arhivar ter arhivski svetnik pri Skupnosti arhivov Slovenije. Leta 1975 se je upokojil. Napisal je več knjig, strokovnih člankov in učbenikov. Njegova bibliografija obsega 42 zapisov.

## Izbrana bibliografija
- Murska republika 1919 (COBISS)
- Zgodovina za poklicne šole (COBISS)
- Toponimi Koprskega primorja in njegovega zaledja (COBISS)
- Geografska imena v severozahodni Istri  (COBISS)